# Марнеули
Марнеули (на грузински: მარნეული) е град в Грузия, административен център на Марнеулски район в провинция Квемо-Картли. Разположен е на 400 m надморска височина, близо до границата с Армения и Азербайджан. Намира се на брега на река Алгети, а в южната му част протича още една река – Храми.) Разстоянието до столицата Тбилиси е 36 km. Районът и градът са населени главно с азербайджански мюсюлмани.

## Название
До 1947 г. градът е известен като Борчали, а между 1947 и 1952 носи името Сарвани (სარვანი). Названието Марнеули получава през 1952 г., а статут на град – на 17 април 1964 г. В Азербайджан градът все още се нарича Сарвани.

## Климат
Градът има топъл, степен климат с умерено студена зима и горещо лято. Според климатична класификация на Кьопен-Гайгер спада към типа Cfa. Средногодишната температура е 13.4 °C, най-горещият месец е юли със средномесечна температура 25,2 °C, а най-студен – януари с 1,5 °C.
През годината, дори и в най-сухите месеци, падат значително количество дъждове и средногодишното количество валежи е 472 mm. Най-сухият месец е януари, когато средномесечните валежи са едва 21 mm, а най-влажният – май, със средномесечно 75 mm.

## История
На 5 km от северната граница на Марнеули е разположено Марабдинското поле, където е издигнат мемориал в памет на загиналите в Марабдинската битка. През 1614 г. иранският шах Абас I Велики напада Картлийското и Кахетинското царства. Минава с огън и меч през цяла Кахетия, убити са 100 000 грузинци и 200 000 са изселени във вътрешността на Иран. Битката с Картли се провежда през 1625 г. край Марнеули. Благодарение на започнатото от великия моурави Гиорги Саакадзе въстание, грузинците успяват да унищожат огромна персийска армия, но по-късно претърпяват поражение и иранците влизат в Тифлис (днес Тбилиси).
На юг от градския център протича река Храми, а на 9 km от него се намира мястото, от което започва грузинската офанзива по време на Армено-Грузинската война през 1918 г. Три години по-късно, при Съветско-Грузинската война, Марнеули отново става център на военните действия и през него преминава 11-а съветска армия на път за Тифлис. Грузинското правителство пада и страната е присъединена към СССР.
Южно от града се намира военното летище, бомбардирано от руснаците през 2008 година по време на Войната в Южна Осетия. В резултат на бомбардировките са убити трима души, които са първите признати жертви на руската военна операция. Разрушена е и пистата за излитане и кацане на самолети.

## Население
В етнически и религиозен аспект населението на Марнеули е нееднородно. Там живеят преобладаващо азербайджанци, но има и малко групи грузинци, арменци и гърци, както християни, така и мюсюлмани.
През 1989 г. то нараства на 27 557 души, от които 13 163 мъже и 14 394 жени. През 2006 г. тенденцията на ръста на населението се променя и жителите намаляват на 20 100 души, 83,1% от които са азербайджанци. Населението на Марнеули в началото на 2014 г. е 24 100 души.

## Религии
Марнеули е един от градовете в Грузия с почти компактно азербайджанско население, изповядващо исляма. Освен тях в него живеят още православни християни и привърженици на Арменската апостолическа църква, близка, но не идентична, с източноправославното изповедание.
През май 2016 г. в селището е открита новата джамия „Имам Хюсеин“ и медицинска клиника към нея. Обектите са финансирани от фонда на иранския шиитски духовен лидер аятолах Сеид Джавад Шахристан и дарения от местните мюсюлмани. На откриването присъства 14-членна иранска делегация.
През 2010 г. мюсюлманската общност в Грузия провежда проучвания, в рамките на които са интервюирани мюсюлмани-азербайджанци в Тбилиси, Марнеули, Гардабани и други населени места в Квемо-Картли. Поставени са въпроси за броя, националния състав, обитаваните от мюсюлманите райони в Грузия, броя на джамиите, свещенослужителите и системата на религиозно образование. Изследвана е дейността на ислямските културно-просветни организации и е определено нивото на проникване на религиозните норми в съзнанието на грузинските мюсюлмани.

## Градска среда и забележителности
Градът донякъде напомня на близките турски градове. Във всеки двор се пие чай, а чайни могат да се срещнат и на най-непредсказуеми места. В града е изграден футболен стадион, разположен до градския пазар.
В близост до Марнеули, в село Ахкерпи, се намира арменски храм от 12 век и манастир от същия период. В близкото село Цопи е разположен старинен замък.

## Образование
В Марнеули функционират 2 университета:
- Филиал на Тбилиския държавен университет
- Грузино-азербайджански хуманитарен университет „Гейдар Алиев“, открит през 2008 г. Подготвят се преподаватели за 124-те азербайджански училища в Грузия, в които учат 35 000 азербаджаноезични деца.[13]

Интересен образователен обект е изграденият през 2012 г. „Дом на чая“, финансиран частично от грузинското представителство на Държавната нефтена компания на Азербайджан. Той функционира като образователен младежки център, в който се преподават грузински, английски и френски език. Към него има организирани шахматни курсове и танцов кръжок. Младежите могат да се обучават и на древното национално изкуство на килимарството.
Сградата е триетажна, построена в модерен стил и има обща площ от около 1300 m2. През 2013 г. архитектурният проект получава първо място на международния конкурс „Социална архитектура“ в Лондон. В партерната част се намира ресторант „Мугам“, който сервира преобладаващо азербайджански ястия.
През 1997 г. в града е открито шиитско медресе за млади момчета. Необходимата учебна литература е получена от Иран и Азербайджан. Приемът става след 9-и и 12-и клас. Обучението продължава 3 години и, освен традиционните ислямски дисциплини, се изучават персийски, арабски, грузински езици и компютърна грамотност. Набляга се на изучаването на Корана, правилата за четене на свещените книги, хадисоведение, мюсюлманско право, живота на Мохамед и други пророци, историята на имамите, философия, етика и догматика на исляма и други. Сериозно внимание се отделя и на основите на мисионерската дейност.
През 2001 г. е разкрит културният център „Ахл ал-бей“, целта на който е разпространение на ислямските знания между мюсюлманите в страната. Две години по-късно центърът започва да издава едноименно просветителско списание и се организират безплатни учебни курсове.

## Икономика
Икономиката на Марнеули се опира на малки предприятия от хранително-вкусовата промишленост и селско стопанство. Работят консервен и млекопреработвателен завод, галантерийна фабрика и завод за железобетонни изделия.

## Транспорт
Марнеули е транспортен възел, през който преминава международната автомобилна и железопътна магистрали, свързваща Грузия с Армения. Градът е разположен на линията Тбилиси-Ванадзор, град в Армения. ЖП линията прави връзка и с град Болниси.
През града преминават две стратегически трасета. Едното е към Армения, през граничния пункт „Садахло“, който се намира на 33 km от града. Второто трасе води към Азербайджан през КПП „Червеният мост“.
На мястото на разрушеното през 2008 г. военно летище днес се намира американска база на военновъздушните сили.

## Водоснабдяване
Проблемът с водоснабдяването на Марнеули стои остро в продължение на много години. През 2012 г. започват рехабилитационни работи по системата, финансирани от Европейската инвестиционна банка. Издигнати са две водни кули, преустроена е дренажната система и е изграден резервоар с капацитет 600 m3. Това осигурява на населението получаване на чиста и качествена вода в продължение на 7 – 8 часа всеки ден.